# دون باركلي
دون باركلي (بالإنجليزية: Don Barclay)‏ (و. 1892 – 1975 م) هو ممثل، وممثل صوت، من الولايات المتحدة الأمريكية، ولد في آشلاند، توفي في بالم سبرينغس، عن عمر يناهز 83 عاماً.

## وصلات خارجية
- دون باركلي على موقع IMDb (الإنجليزية)
- دون باركلي على موقع ألو سيني (الفرنسية)
- دون باركلي على موقع تيرنر كلاسيك موفيز (الإنجليزية)
- دون باركلي على موقع أول موفي (الإنجليزية)
- دون باركلي على موقع قاعدة بيانات برودواي على الإنترنت (الإنجليزية)
- دون باركلي على موقع قاعدة بيانات الأفلام السويدية (السويدية)
- دون باركلي على موقع ديسكوغز (الإنجليزية)
- دون باركلي على موقع قاعدة بيانات الفيلم (الإنجليزية)
- دون باركلي على موقع كينوبويسك (الروسية)